# Nome de era
O nome de era era atribuído ao grupo de anos sob o comando de um líder (normalmente um imperador ou rei) dos países asiáticos: do leste da China, da Coreia, do Japão, e do Vietnã durante uma parcela de sua história. As pessoas desse país referiram-se a esse ano por esse nome. Os nomes de era foram usados por mais de dois milênios por imperadores chineses e são usados ainda por imperadores japoneses. O ano com seu nome de era durava enquanto o líder permanecesse no poder. Se durou mais de um ano, os números foram adicionados ao nome de era. Logo depois do fim do reinado desse líder, ele é referido frequentemente por um nome póstumo, normalmente baseado no seu nome de era. Não deve ser confundido com um nome de templo, pelo qual muitos líderes são conhecidos.

## Nomes de era asiáticos

### Chinês
As eras ou em chinês Nian Hao foram usados esporadicamente de 156 d.C. e continuamente de 140 d.C.. Até 1367 diversos nomes foram usados durante o reino de cada imperador. De 1368 até 1912 somente uma era conhecida foi usada por cada imperador, seu nome póstumo foi criado a partir de seu nome da era.

### Coreano
As eras coreanas foram usadas de 391 a 1274 e de 1894 a 1910. Durante os anos posteriores da dinastia Joseon, os anos foram numerados pela data de fundação dessa dinastia em 1393. De 1952 até 1961, os anos foram numerados em Dangi na Coreia do Sul, contando desde a fundação de Gojoseon em 2333 BC.

### Japonês
O sistema oficial dos anos japoneses de Nengo, começam com a ascensão do imperador atual, a partir desse acontecimento, começa o primeiro ano. O imperador atual Akihito, subiu ao trono em 1989, e o nome novo de era foi denominado Heisei. Assim esse ano corresponde ao Heisei 1 (平成元年, Heisei gannen? , ou “primeiro ano”). Este sistema está em uso esporadicamente desde 645 e continuamente de 701. Até 1867 diversos nomes foram usados durante o reino de cada imperador. De 1868 somente uma era conhecida foi usada por cada imperador. Desde 1868 cada imperador ganhou seu nome póstumo pelo seu nome da era.